# It's a Bear (film 1916)
It's a Bear è un cortometraggio muto del 1916 diretto da David Smith.

## Produzione
Il film fu prodotto dalla Vitagraph Company of America.

## Distribuzione
Distribuito dalla General Film Company, il film - un cortometraggio in una bobina - uscì nelle sale cinematografiche statunitensi il 4 settembre 1916.